# Juozas Olekas
Juozas Olekas, né le 30 octobre 1955 à Bolšoj Ungute (Bolschoi Ungut) (kraï de Krasnoïarsk, Russie), est un homme d'État lituanien membre du Parti social-démocrate lituanien (LSDP).

## Biographie
Il rejoint en 1988 le Mouvement réformateur de Lituanie (LPS) et devient en 1989 membre du LSDP. Nommé ministre de la Santé le 23 mars 1990, il est désigné cette même année vice-président du Parti social-démocrate jusqu'en 1999. Il est élu député au Seimas en 1992 et quitte le gouvernement le 2 décembre suivant. En 1996, puis 2000, il conserve son mandat parlementaire.
Le 3 octobre 2003, il redevient ministre de la Santé dans le gouvernement de coalition du social-démocrate Algirdas Brazauskas. Il est débarqué de l'exécutif à la fin du mandat, le 15 décembre 2004, mais y revient deux ans plus tard. Il est en effet choisi le 6 juillet 2006 comme ministre de la Défense dans le gouvernement de coalition du social-démocrate Gediminas Kirkilas.
Contraint de quitter le 9 décembre 2008 son poste avec la victoire de la droite, il le retrouve le 13 décembre 2012 dans le gouvernement de coalition du social-démocrate Algirdas Butkevičius. Il est remplacé le 13 décembre 2016 par l'indépendant Raimundas Karoblis.